# Viaduc de Bourran
Pour les articles homonymes, voir Bourran (homonymie).
Le viaduc de Bourran, parfois nommé viaduc de l'Europe, est un pont-route français situé sur le territoire de la commune de Rodez, dans le département de l'Aveyron. Il porte la route départementale 840, ancienne nationale 140.

## Histoire
Le viaduc de Bourran a été construit en 1990 par l'architecte Philippe Fraleu, dans le but de favoriser le développement de Bourran, un nouveau quartier de Rodez. L'Union européenne a participé à son financement. 
Le viaduc est fermé à la circulation pendant un mois, du 30 juillet au 31 août 2018 pour des travaux de réfection de la chaussée et des joints de dilatation. 

## Géographie
Ce viaduc enjambe la vallée de l'Auterne qui sépare le centre-ville de Rodez et son quartier de Bourran. Il passe au-dessus de la RN 88. Il joint l'avenue de l'Europe, côté Rodez, à l'avenue Jean-Monnet, côté Bourran.